# Taskmaster (jeu télévisé)
Taskmaster est un jeu télévisé (panel game show) comique britannique créé à l'origine par le comédien britannique Alex Horne (en) lors du Festival Fringe d'Édimbourg en 2010 et 2011, puis adapté à la télévision sur la chaîne Dave à partir de 2015. Le jeu est présenté par l'humoriste et acteur Greg Davies, qui tient le rôle du Taskmaster (maître des tâches), dont le rôle est de donner des tâches drôles et farfelues à cinq participants – généralement des comédiens et des humoristes. Alex Horne est quant à lui l'assistant du Taskmaster et l'arbitre pendant les défis.
Le thème musical a été composé et joué par The Horne Section (en), un groupe de jazz mené par Alex Horne.

## Historique
Le 24 septembre 2015, il est annoncé que le jeu télévisé serait renouvelé pour une deuxième et une troisième saisons, et le 3 octobre 2016, pour une quatrième et une cinquième. En septembre 2017, Dave annonce qu'il y aura deux épisodes spéciaux, Champion of Champions, dans lesquels participeront les vainqueurs des saisons précédentes. Le 22 février 2018, la chaîne commande 4 nouvelles saisons de 10 épisodes chacune avec un début de diffusion au printemps de la même année.
En avril 2017, la chaîne américaine Comedy Central annonce qu'elle diffusera le remake américain du jeu britannique, avec Reggie Watts dans le rôle du Taskmaster ; Alex Horne reprendra son rôle d'assistant du Taskmaster.
Le 22 novembre 2019, Alex Horne annonce que Taskmaster serait à présent diffusé sur Channel 4.
Plusieurs versions internationales ont été produites. La première version francophone, Le Maître du jeu (Québec), a été diffusée sur Noovo le 15 septembre 2022.

## Déroulement
Le jeu consiste à réaliser des défis simples et étranges proposés par le Taskmaster Greg Davies, aidé pour cela par Alex Horne. Ils sont généralement effectués individuellement par les participants, et sont filmés dans la maison du Taskmaster (située dans le district de Chiswick dans la banlieue ouest de Londres) ou dans ses alentours. Les premières et dernières tâches sont tournées dans le studio où est filmée l'émission. Les joueurs sont encouragés à utiliser la pensée latérale et résoudre les défis qui leur sont proposés de manière créative plutôt que littérale.
Certains défis sont réalisés par équipe, les joueurs étant divisés en deux équipes, en général de deux et trois personnes (éventuellement trois et trois avec un invité), divisées parfois par âge (les deux « ainés » contre les trois « jeunes ») ou selon d'autres critères arbitraires.
La première tâche est toujours la « Prize Task » (tâche du trophée), lors de laquelle chaque participant ramène un objet à faire gagner. Ceux-ci doivent suivre un certain thème : par exemple, l'objet le plus inhabituel en possession de chaque participant, ou encore l'objet qui leur est le plus précieux. Les objets ramenés par chacun sont ensuite remis au gagnant de l'émission.
Les défis à relever sont des tâches filmées au préalable. Les consignes sont données dans une enveloppe cachetée d'un sceau de cire, les participants lisant les consignes à haute voix, et lançant généralement le compte à rebours à la fin de la lecture. Les défis sont par exemple : « Videz complètement cette baignoire – le plus rapide gagne » ou « Cachez cet ananas sur votre personne – la meilleure dissimulation gagne ». Dans le studio, les joueurs expliquent leurs méthodes créatives et les défendent auprès de Greg Davies – et les discutent entre eux. Ensuite, le Taskmaster, juge des meilleures performances selon des critères objectifs ou subjectifs, les classe et les récompense de points (le plus souvent entre 1 et 5).
Le dernier défi a lieu en direct dans le studio. S'il y a égalité, une tâche spéciale décisive est effectuée par les candidats restants, tâche qui peut avoir été pré-filmée ou avoir lieu dans le studio.
À la fin de la saison, un trophée est remis à la personne qui a marqué le plus de points au cours de l'ensemble de la saison. À compter de la deuxième saison, le trophée prend la forme d'un buste représentant Greg Davies.
Des mini-saisons spéciales organisées toutes les cinq saisons et appelées Champion of Champions regroupent 5 anciens vainqueurs consécutifs, et les mettent en concurrence pour remporter un nouveau titre, celui du "champion des champions". Le vainqueur remporte alors un trophée représentant le reste du corps de Greg Davies, pour y placer la tête auparavant gagnée.

## Participants
| Saison                    | Siège               | Siège                  | Siège                 | Siège              | Siège                             |
| Saison                    | 1er                 | 2ème                   | 3ème                  | 4ème               | 5ème                              |
| ------------------------- | ------------------- | ---------------------- | --------------------- | ------------------ | --------------------------------- |
| 1                         | Frank Skinner       | Josh Widdicombe*       | Roisin Conaty         | Romesh Ranganathan | Tim Key                           |
| 2                         | Doc Brown           | Joe Wilkinson          | Jon Richardson        | Katherine Ryan *   | Richard Osman                     |
| 3                         | Al Murray           | Dave Gorman            | Paul Chowdhry         | Rob Beckett *      | Sara Pascoe                       |
| 4                         | Hugh Dennis         | Joe Lycett             | Lolly Adefope         | Mel Giedroyc       | Noel Fielding *                   |
| 5                         | Aisling Bea         | Bob Mortimer *         | Mark Watson           | Nish Kumar         | Sally Phillips                    |
| Champion of Champions     | Bob Mortimer        | Josh Widdicombe †      | Katherine Ryan        | Noel Fielding      | Rob Beckett                       |
| 6                         | Alice Levine        | Asim Chaudhry          | Liza Tarbuck *        | Russell Howard     | Tim Vine                          |
| 7                         | James Acaster       | Jessica Knappett       | Kerry Godliman *      | Phil Wang          | Rhod Gilbert                      |
| 8                         | Iain Stirling       | Joe Thomas             | Lou Sanders *         | Paul Sinha         | Sian Gibson                       |
| 9                         | David Baddiel       | Ed Gamble *            | Jo Brand              | Katy Wix           | Rose Matafeo                      |
| 10                        | Daisy May Cooper    | Johnny Vegas           | Katherine Parkinson   | Mawaan Rizwan      | Richard Herring *                 |
| New Year Treat (2021)     | John Hannah         | Krishnan Guru-Murthy   | Nicola Coughlan       | Rylan Clark-Neal   | Shirley Ballas *                  |
| 11                        | Charlotte Ritchie   | Jamali Maddix          | Lee Mack              | Mike Wozniak       | Sarah Kendall *                   |
| 12                        | Alan Davies         | Desiree Burch          | Guz Khan              | Morgana Robinson*  | Victoria Coren Mitchell           |
| New Year Treat (2022)     | Adrian Chiles *     | Claudia Winkleman      | Jonnie Peacock        | Lady Leshurr       | Sayeeda Warsi                     |
| Champion of Champions II  | Ed Gamble           | Kerry Godliman         | Liza Tarbuck          | Lou Sanders        | Richard Herring †                 |
| 13                        | Ardal O’Hanlon      | Bridget Christie       | Chris Ramsey          | Judi Love          | Sophie Duker *                    |
| 14                        | Dara Ó Briain *     | Fern Brady             | John Kearns           | Munya Chawawa      | Sarah Millican                    |
| New Year Treat (2023)     | Amelia Dimoldenberg | Carol Vorderman        | Greg James            | Mo Farah *         | Rebecca Lucy Taylor (Self Esteem) |
| 15                        | Frankie Boyle       | Ivo Graham             | Jenny Eclair          | Kiell Smith-Bynoe  | Mae Martin *                      |
| 16                        | Julian Clary        | Lucy Beaumont (en)     | Sam Campbell *        | Sue Perkins        | Susan Wokoma                      |
| New Year Treat (2024)     | Deborah Meaden (en) | Kojey Radical (en)     | Lenny Rush (en)*      | Steve Backshall    | Zoe Ball (en)                     |
| Champion of Champions III | Dara Ó Briain†      | Kiell Smith-Bynoe (en) | Morgana Robinson (en) | Sarah Kendall (en) | Sophie Duker                      |
| 17                        | Joanne McNally (en) | John Robins (en)*      | Nick Mohammed         | Sophie Willan (en) | Steve Pemberton                   |
| 18                        | Andy Zaltzman (en)* | Babatunde Aléshé (en)  | Emma Sidi (en)        | Jack Dee (en)      | Rosie Jones                       |
| New Year Treat (2025)     | David James         | Hannah Fry             | Martin Lewis          | Melanie Blatt      | Sue Johnston                      |
| 19                        | Fatiha El-Ghorri    | Jason Mantzoukas       | Mathew Baynton        | Rosie Ramsey       | Stevie Martin                     |
| 20                        | Ania Magliano       | Maisie Adam            | Phil Ellis            | Reece Shearsmith   | Sanjeev Bhaskar                   |

## Diffusion
| Saison                                 | Date de début     | Date de fin        | Nombre d'épisodes |
| -------------------------------------- | ----------------- | ------------------ | ----------------- |
| 1                                      | 28 juillet 2015   | 1er septembre 2015 | 6                 |
| 2                                      | 21 juin 2016      | 19 juillet 2016    | 5                 |
| 3                                      | 4 octobre 2016    | 1er novembre 2016  | 5                 |
| 4                                      | 25 avril 2017     | 13 juin 2017       | 8                 |
| 5                                      | 13 septembre 2017 | 1er novembre 2017  | 8                 |
| Champion of Champions                  | 13 décembre 2017  | 20 décembre 2017   | 2                 |
| 6                                      | 2 mai 2018        | 4 juillet 2018     | 10                |
| 7                                      | 5 septembre 2018  | 7 novembre 2018    | 10                |
| 8                                      | 8 mai 2019        | 10 juillet 2019    | 10                |
| 9                                      | 4 septembre 2019  | 6 novembre 2019    | 10                |
| 10                                     | 15 octobre 2020   | 17 décembre 2020   | 10                |
| Taskmaster's New Year Eve Treat (2021) | 1er janvier 2021  | 1er janvier 2021   | 1                 |
| 11                                     | 18 mars 2021      | 20 mai 2021        | 10                |
| 12                                     | 23 septembre 2021 | 25 novembre 2021   | 10                |
| Taskmaster's New Year Eve Treat (2022) | 1er janvier 2022  | 1er janvier 2022   | 1                 |
| 13                                     | 14 avril 2022     | 16 juin 2022       | 10                |
| Champion of Champions II               | 23 juin 2022      | 23 juin 2022       | 1                 |
| 14                                     | 29 septembre 2022 | 1er décembre 2022  | 10                |
| Taskmaster's New Year Eve Treat (2023) | 1er janvier 2023  | 1er janvier 2023   | 1                 |
| 15                                     | 30 mars 2023      | 1er juin 2023      | 10                |
| 16                                     | 21 septembre 2023 | 23 novembre 2023   | 10                |
| Taskmaster's New Year Eve Treat (2024) | 2 janvier 2024    | 2 janvier 2024     | 1                 |
| Champion of Champions III              | 14 janvier 2024   | 14 janvier 2024    | 1                 |
| 17                                     | 28 mars 2024      | 30 mai 2024        | 10                |
| 18                                     | 12 septembre 2024 | 14 novembre 2024   | 10                |
| Taskmaster's New Year Eve Treat (2025) | 29 décembre 2024  | 29 décembre 2024   | 1                 |
| 19                                     | 1er mai 2025      | 3 juillet 2025     | 10                |

- Un épisode spécial est enregistré au Festival international de la télévision d'Édimbourg en 2016, présenté par Greg Davies et Alex Horne, auquel participent des cadres et dirigeants des principales chaînes de la télévision britannique[15]. L'épisode est disponible sur la chaîne YouTube du Festival[16].
- Pour les Jours de l'an 2021[17] , 2022[18], 2023[19] et 2024[20], un épisode spécial, Taskmaster's New Year Treat, est diffusé, avec la participation de 5 candidats exclusifs à ces épisodes.

## Versions internationales
| Pays               | Titre                                                      | Dates          | Saisons | Diffuseur          | Présentateurs                                                              |
| ------------------ | ---------------------------------------------------------- | -------------- | ------- | ------------------ | -------------------------------------------------------------------------- |
| Belgique - Flandre | Het Grootste Licht (La lumière la plus brillante)          | 2016           | 1       | VTM                | Gert Verhulst Ruth Beeckmans                                               |
| Suède              | Bäst i Test (Meilleur de l'épreuve)                        | 2017 - présent | 7       | SVT                | Babben Larsson David Sundin                                                |
| Espagne            | Dicho y hecho (Aussitôt dit, aussitôt fait)                | 2018           | 1       | La 1               | Anabel Alonso José Corbacho                                                |
| États-Unis         | Taskmaster                                                 | 2018           | 1       | Comedy Central     | Reggie Watts Alex Horne                                                    |
| Danemark           | Stormester (Grand maître)                                  | 2018 - présent | 7       | TV 2               | Lasse Rimmer Mark Le Fêvre                                                 |
| Norvège            | Kongen befaler (Le roi ordonne - nom du jeu Jacques a dit) | 2019 - présent | 8       | TVNorge discovery+ | Atle Antonsen (saisons 1 à 6 et 8) Bård Ylvisåker (saison 7) Olli Wermskog |
| Finlande           | Suurmestari (Grand maître)                                 | 2020 - présent | 4       | MTV3               | Jaakko Saariluoma Pilvi Hämäläinen                                         |
| Nouvelle-Zélande   | Taskmaster NZ                                              | 2020 - présent | 4       | TVNZ 2             | Jeremy Wells Paul Williams                                                 |
| Croatie            | Direktor svemira (Directeur de l'univers)                  | 2021 - présent | 1       | RTL                | Ivan Šarić Luka Petrušić                                                   |
| Portugal           | Taskmaster                                                 | 2022 - présent | 3       | RTP1               | Vasco Palmeirim Nuno Markl                                                 |
| Canada - Québec    | Le Maître du jeu                                           | 2022 - présent | 2       | Noovo              | Louis Morissette Antoine Vézina                                            |
| Australie          | Taskmaster                                                 | 2023 - présent | 3       | Network 10         | Tom Gleeson Tom Cashman                                                    |

## Produits dérivés
Le succès du jeu a amené à la création de produits dérivés de l'émission, en particulier pour émuler l'émission chez soi. Il existe ainsi un jeu de plateau Taskmaster (où certaines interactions sont possibles via une application pour smartphone dédiée) sorti en 2019 avec une extension sortie en 2021, ainsi qu'un jeu vidéo en réalité virtuelle nommé Taskmaster VR, développé par le studio anglais Scallywag Arcade et prévu pour 2024 sur Meta Quest et Steam VR,.